# Villa Gallo (Portici)
Villa Gallo è una delle ville vesuviane del XVIII secolo. Si trova a Portici, lungo corso Garibaldi.

## Storia
La villa Gallo venne realizzata nel secolo XVIII ma ha subito diverse alterazioni che ne hanno modificato l'originaria fisionomia. Durante l'Ottocento si è proceduto a murare i due rosoni posti al piano nobile ed al primo piano e si è aggiunto il terzo piano.
È un edificio di notevole importanza, fatto costruire nel 1751 dal presidente del tribunale di Napoli Domenico Viola. Da documenti d'archivio e da una descrizione fatta dallo storico Nicola Nocerino delle ville di Portici nel 1787, si evince che questa è la villa fatta costruire verso il 1751 dal presidente del tribunale di Napoli, Domenico Viola, tesi avvalorata dal fatto che la piccola traversa alla destra dell'edificio è denominata "Ponte di Viola". Alla costruzione di questa imponente fabbrica settecentesca vi concorsero delle valenti maestranze fra cui Giuseppe Pollio (architetto e direttore dei lavori), Antonio Pastena (capomastro fabbricatore), Carlo De Simone (fabbro), Giuseppe d'Ambrosio (falegname), Carmine Gaito e Francesco Pellegrino (mastri pipernieri).
Nella seconda metà dell'Ottocento la villa risulta essere di proprietà della famiglia Gallo e, sul portale di ingresso è ancora ben visibile uno scudo marmoreo con l'insegna della famiglia. Fino alla prima metà del novecento la villa risultava ancora di proprietà della famiglia Gallo. Attualmente l'immobile è frazionato in diversi condomini.

## Descrizione
La facciata si presenta tripartita con delle cornici che seguono il profilo dei balconi posti al piano nobile e al secondo piano. Parallelamente all'ingresso c'è un mezzanino, le cui finestre sono semplici.
Il primo piano è ritmato da una regolare serie di timpani che sovrastano le finestre, mentre al secondo piano si è optato per una soluzione che prevede timpani lineari. Tutte le pareti sono decorate con dei bugnati lisci.
Il portale, decorato anch'esso con un bugnato liscio più spesso, termina col balcone del piano nobile, ed è a tutto sesto. Al centro campeggia lo stemma gentilizio, mentre ai lati c'è un motivo geometrico a base di due poligoni posti agli angoli superiori destro e sinistro dell'ingresso.
All'interno, fra gli originali elementi tardobarocchi, sopravvivono la scala del primo piano e i resti delle decorazioni in stucco delle colonne dell'androne e delle esedre. L'ingresso è formato da un doppio atrio coperto da una volta a botte al centro del quale sopravvive un'elegante esedra. L'edificio presenta un impianto planimetrico incentrato su questa una corte ottagonale con gli angoli convessi, alla quale fa seguito uno spazio che a guisa di esedra termina con una parete concava. Da qui una scala conduce ad un giardino, in posizione sopraelevata, attraverso una struttura inperniata su di un arco ribassato che sorregge delle volte a vela. Le volte sono di dimensioni differenti: notevoli i capitelli con motivi floreali.
Il cortile, privo dei busti che un tempo alloggiavano nelle nicchie poste lungo il perimetro, ha un'originale forma ottagonale ed ospita, di rimpetto alla prima, una seconda esedra che collega con un ballatoio gli ambienti posti al piano nobile. Alle spalle di questa struttura si sviluppa un altro giardino, il cui disegno è stato irrimediabilmente alterato rispetto al progetto originario. Sopravvive, ancora, una primitiva scala che metteva in comunicazione il giardino con il cortile.